# كريستيان سامبا
كريستيان سامبا (بالفرنسية: Christian Samba)‏ هو لاعب كرة قدم كونغولي، ولد في 26 مارس 1971 في جمهورية الكونغو الشعبية. شارك مع منتخب الكونغو لكرة القدم. أما مع النوادي، فقد لعب مع أفريكا سبورتس ونادي باسي فالي أور.

## مسيرته الكروية
لعب كريستيان سامبا خلال مسيرته الاحترافية مع نادِ واحدٍ في ثلاثة مواسم ولم يسجل خلالها أي هدف ضمن مباراتين. ولم يفز بأي موسم بالكأس أو بالدوري.
خاض كريستيان سامبا مسيرته مع نادي باسي فالي أور في موسم 2001–02 واستمر معه طيلة ثلاثة مواسم، مشاركًا في مباراتين ولم يسجل أي هدف.

## وصلات خارجية
- كريستيان سامبا على موقع قاعدة بيانات كرة القدم.إي يو (الإنجليزية)
- كريستيان سامبا على موقع ناشيونال فوتبول تيمز (الإنجليزية)